# Giardino del Re
Il giardino del Re è un giardino storico ubicato accanto al Palazzo Reale di Aranjuez in Spagna. Realizzato nella seconda metà del XVI secolo, nella sua composizione mischia l'eredità hispanomusulmana e gli influssi rinascimentali italiani, ed è uno dei pochi esempi di paesaggismo del rinascimento in Spagna. Da 1931 è bene di interesse culturale e dal 2001 patrimonio dell'umanità come parte del Paesaggio culturale di Aranjuez.

## Storia

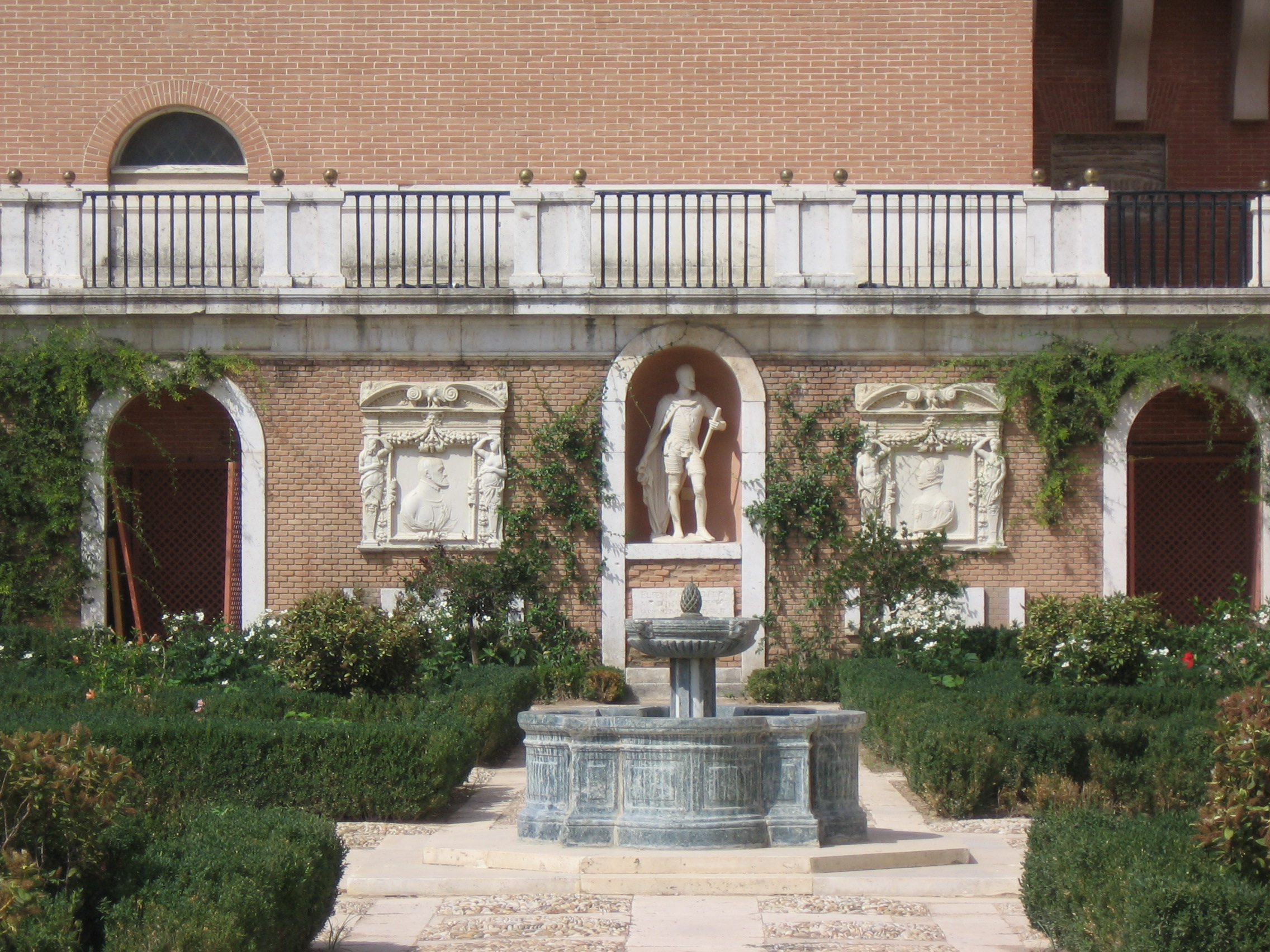
Muro occidentale, con la statua di Filippo II e i medaglioni di Carlo I e Isabella del Portogallo

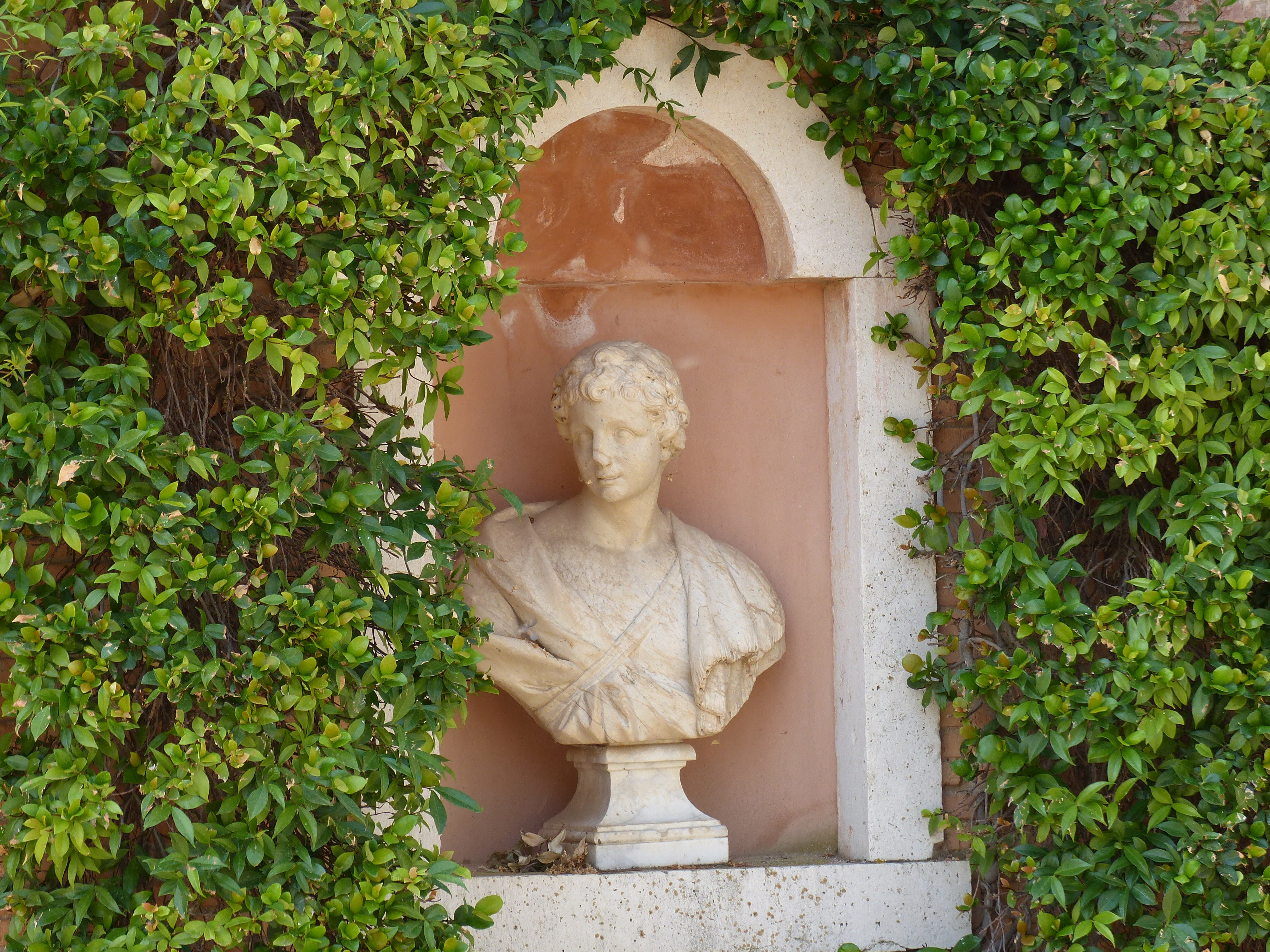
Uno dei busti

Ubicato accanto all'ala sud del Palazzo venne progettato da Juan Bautista de Toledo nel 1561 e realizzato da Juan di Herrera tra 1577 e 1582. Accanto all'ala nord venne progettato un altro spazio simile, il giardino della Regina, ma non venne realizzato fino agli anni finali del XIX secolo. L'accesso allo spazio poteva realizzarsi da vari punti: da una galleria nel piano terra del palazzo, aperta sul giardino, che venne chiusa durante il periodo borbonico, dalle stanze reali, nella parte alta del palazzo, da sotto la terrazza del palazzo, dove c'erano nove cubicoli o grotte e dal passaggio sul muro sud del giardino.
Ai tempi di Filippo IV (tra il 1622 e il 1623) Juan Gómez de Mora apportò una ristrutturazione dell'insieme scultoreo del giardino, la cui iconografia venne sostituita da un'altra riguardante gli imperatori romani e gli antenati del monarca. Questa, a scopo di propaganda politica, cercava di esaltare la dinastia degli austriaci relazionandola con l'impero romano, poiché il suo fondatore, Carlo I, era stato imperatore del Sacro Romano Impero e imitava le virtù degli imperatori classici. Successivamente, nel 1733, a seguito della realizzazione del giardino del Parterre, venne eliminato il muro orientale, e in epoca contemporanea presenta una balaustra in ferro.

## Descrizione
Il giardino presenta una pianta cruciforme composta da due assi perpendicolari, il cui incrocio forma una piazza quadrata, e da altri due assi trasversali, realizzando otto settori con bosso e alberi da frutta. Questi vennero ricreati negli anni ottanta del XX secolo a partire da esempi del XVI secolo, ed erano progettati per essere ammirati da un punto di vista più elevato. Nella piazza centrale c'è una fontana di diaspro verde a pianta mistilinea realizzata da Roque Solario nel 1580, mentre nelle pareti sono presenti nicchie con busti rappresentanti i dodici Cesari romani e panchine in pietra.
Il pavimento, in origine ceramico, è lastricato con ciottoli contornati da lastre di pietra di Colmenar. Sulla parete occidentale, dove precedentemente erano aperti diversi cubicoli, si trova una statua di Filippo II, opera di Pompeo Leoni del 1568, e ai lati di essa due medaglioni raffiguranti Carlo I e Isabella del Portogallo, opera di Leone Leoni. Anticamente c'erano un busto di Eleonora d'Asburgo, opera di Jacques du Broeucq, e un busto di Margherita d'Austria.